# ZIP (bestandstype)
Een zipbestand of zipfile is een verliesvrij gecomprimeerd bestand waarin een of meer computerbestanden zijn ondergebracht. Het bestandsformaat verscheen voor het eerst op 14 februari 1989.

## Eigenschappen
Het ZIP-formaat kent vijf eigenschappen:
1. Compressie: verkleinen van de ruimte die de gegevens in beslag nemen; het zipbestand is kleiner dan de oorspronkelijke bestanden. Hiervoor wordt een variant van het LZW-algoritme gebruikt.
2. Het archiveren: meerdere bestanden worden tezamen in één zipbestand gestoken, zo is het eenvoudiger te verspreiden zonder dat er essentiële onderdelen vergeten kunnen worden. Bovendien blijft de eventuele boomstructuur van bestanden en mappen behouden.
3. Het toevoegen van een controlemechanisme (CRC) om mogelijke gegevensfouten te detecteren.
4. Optionele encryptie van de data.
5. Optioneel kan een zipbestand worden opgedeeld in meerdere bestanden van gelijke grootte, zodat het bijvoorbeeld mogelijk wordt om een zipbestand verspreid over meerdere schijven (voorheen vooral diskettes) op te slaan. Het eerste deel krijgt de extensie .ZIP, de volgende delen .Z##, waarbij ## een oplopend nummer is.

## Compressiemethode
Voor zipbestanden wordt meestal de deflate-compressiemethode gebruikt. In het verleden is er een groot aantal andere methoden gangbaar geweest die werden vervangen door betere opvolgers. Zipbestanden hebben doorgaans de extensie .ZIP maar er zijn ook zelfuitpakkende bestanden die de extensie .EXE hebben. Dit zijn programma's die een in het programma zelf opgenomen zipbestand kunnen uitpakken, zonder dat er een los uitpakprogramma nodig is.

## Gebruik
Zipbestanden worden vooral gebruikt op het DOS- en Windows-platform. De bestandsformaten RAR en .7z zijn minder bekende formaten die beter comprimeren dan ZIP. In Unix en Unix-achtige besturingssystemen gebruikt men vooral de bestandsindeling gzip of bzip2 (voor de compressie) in combinatie met tar (voor de archivering). Het welbekende PKZIP van Phil Katz en WinZIP van Nico Mak bijvoorbeeld maken gebruik van de ZIP-compressiemethode. 
Als meerdere kleine bestanden tezamen naar één zipbestand worden gecomprimeerd kunnen die kleine bestanden eerst samen genomen worden, en pas daarna gecomprimeerd worden. Hiermee wordt het uiteindelijke zipbestand kleiner, maar is daarmee geen standaard zipbestand meer. Een programma dat dit doet is bijvoorbeeld 7-zip, die daarmee een grotere compressie bereikt. Het uitpakken van zo'n bestand kan alleen maar met hetzelfde 7-zip.

## Zippen
Het werkwoord "zippen" is afgeleid van de naam van dit bestandsformaat, maar wordt in algemene zin ook voor andere vormen van datacompressie en archivering gebruikt.

## Programma's die ZIP-indeling ondersteunen
- 7-Zip
- Krusader
- PeaZip
- PKZip
- Stuffit
- Total Commander
- WinRAR
- WinZip
- ZipGenius

Vanaf Windows XP ondersteunt Microsoft Windows zipbestanden zonder dat daar bijkomende software voor nodig is. Ze worden daar gecomprimeerde mappen genoemd.